# یواس‌اس ونجنس (۱۸۰۵)
یواس‌اس ونجنس (۱۸۰۵) (به انگلیسی: USS Vengeance (1805)) یک کشتی آمریکایی بود که در سال 1805 خریداری شد